# Карл Людвиг фон Вільденов
Карл Людвиг фон Вільденов (нім. Carl (Karl) Ludwig von Willdenow, 1765—1812) — німецький ботанік.
Вважається одним з видатних систематиків свого часу.
Поклав основу флористичному, екологічному та історичному напрямкам у географії рослин.
Критично оцінював ідею перманентності материків та океанів.
Розрізняв рослини, які ростуть поодиноко та «суспільно», випередив уявлення А. Гумбольдта про фізіономічні групи рослин.

## Науковий шлях
Вивчав ботаніку та медицину в Університеті Галле. У 1789 році отримав звання доктора медицини, працював аптекарем у Берліні.
З 1799 року був професором природної історії при медичному хірургічному колегіумі (лат. Collegium medico-chirurgicum) у Берліні.
C 1801 (і аж до своєї смерті) — директор Берлінського ботанічного саду, де вивчав південноамериканські рослини, привезені експедицією Гумбольдта. Гербарій Вільденова, що нараховує більше 20 000 зразків, нині зберігається у Берліні.
Професор Берлінського університету з дня його реорганізації (1810).

## Названі на честь Вільденова
У 1805 році Карл Петер Тунберг на знак визнання заслуг Вільденова в галузі ботаніки назвав його ім'ям рід рослин Вільденовія (Willdenowia) родини Рестієві (Restionaceae).
З 1953 року в Берліні видається журнал ботанічної систематики Willdenowia.

## Наукові праці
- Willdenow C. L. Florae Berolinensis prodromus, 1787(лат.)
- Willdenow C. L. Grundriß der Kräuterkunde zu vorlesungen, entworfen von D. Carl Ludwig Willdenow. — Berlin, 1792(нім.)
- Willdenow C. L. Linnaei species plantarum, 6 Bde., 1798—1826(лат.)
- Willdenow C. L. Geraniologia, 1800(лат.)
- Willdenow C. L. Anleitung zum Selbststudium der Botanik, 1804(нім.)
- Willdenow C. L. Caricologia, 1805(лат.)
- Willdenow C. L. Enumeratio plantarum horti regii botanici Berolinensis, 1809(лат.)
- Willdenow C. L. Berlinische Baumzucht, 1811(нім.)
- Willdenow C. L. Hortus Berolinensis, 1816(лат.)
- Ботаника Вильденова, заключающая в себе терминологию, разные системы, ботанические правила, названия растений, естествословие, болезни и историю прозябаемых, и, наконец, историю самого травопознания / Пер. с последнего изд., испр. и знатно умнож. штаблекарем Ив. Рейпольским. — М. : Театр. тип, 1819.